# Connomyia callima
Connomyia callima là một loài ruồi trong họ Asilidae. Connomyia callima được Londt miêu tả năm 1993. Loài này phân bố ở vùng nhiệt đới châu Phi.